# Ficedula riedeli
El papamoscas de las Tanimbar (Ficedula riedeli) es una especie de ave paseriforme de la familia Muscicapidae endémica de las islas Tanimbar. Anteriormente se consideraba una subespecie del papamoscas pechirrufo (Ficedula dumetoria).

## Distribución geográfica y hábitat
Es endémica de las selvas semimontanas de las islas Tanimbar (Larat y Yamdena).

## Estado de conservación
Se encuentra ligeramente amenazada por la pérdida de su hábitat natural.